# 黑胸鹃鵙
黑胸鹃鵙（学名：Edolisoma mindanense）是山椒鸟科Edolisoma属的一种。为菲律宾的特有种。该物种十分稀有，对其习性所知不多。
黑胸鹃鵙的自然栖息地为亚热带或热带的湿润低地森林以及亚热带或热带的湿润山地林。该物种受栖息地减少威胁。